# 住友電工デバイス・イノベーション
住友電工デバイス・イノベーション株式会社（すみともでんこうデバイス・イノベーション、英文社名：SUMITOMO ELECTRIC DEVICE INNOVATIONS, INC.）は、住友グループに所属する電子デバイス及び光デバイスの専門メーカー。

## 主力製品・事業
- ワイヤレス製品
- ファイバオプティクス製品
- ファンドリーサービス
- アプリケーションノート
- Ｓパラメータ

## 主要事業所
- 本社 - 神奈川県横浜市栄区金井町1
- 山梨事業所 - 山梨県中巨摩郡昭和町紙漉阿原1000
- Sumitomo Electric Photo-Electronics Components (Suzhou), Ltd.
- Sumiden Device Innovations Vietnam Co., Ltd.

## 沿革
- 2004年 - 住友電気工業のエレクトロンデバイス部と富士通（富士通カンタムデバイスを母体）の合弁会社としてユーディナデバイス株式会社を設立（持分は住友電工50%、富士通50%）
- 2009年 - 住友電気工業が富士通の持分全株式を取得し、100%子会社化。住友電工デバイス・イノベーション株式会社に社名変更。

## 主要関係会社

### 国内グループ企業
- 住電デバイスマイクロアセンブリ株式会社（閉鎖）

### 海外グループ企業
- Sumitomo Electric Device Innovations U.S.A., Inc.
- Sumitomo Electric Europe Ltd.
- Sumitomo Electric Asia, Ltd.
- Sumitomo Electric Photo-Electronics Components (Suzhou), Ltd.